# Franciszek Szafranek
Franciszek Szafranek (ur. 27 września 1901 w Strożyskach, k. Buska-Zdroju, zm. 20 kwietnia 1997 w Słupsku) – słupski pionier, organizator powojennej gospodarki i spółdzielczości. 

## Życiorys
Urodził się w rodzinie Jana (1876–1966), działacza ludowego, posła i senatora II RP, oraz Antoniny z domu Pietrzyk (1876–1944). Miał czterech braci i siostrę. Ukończył gimnazjum w Warszawie. Po odbyciu w latach 1920–1924 służby wojskowej pracował do września 1939 jako referent w wydziale finansowo-budżetowym w VII Departamencie Ministerstwa Spraw Wojskowych. W latach 30. XX w. związał się ze spółdzielczością „Społem”, wstąpił do Związku Zawodowego Pracowników Handlowych i Biurowych, został wybrany do Prezydium Zarządu Okręgu Związku. Był korespondentem „Gazety Chłopskiej”.
Wziął udział w kampanii wrześniowej, pełniąc funkcję dowódcy kompanii piechoty. W okresie okupacji niemieckiej był żołnierzem ZWZ, a później Armii Krajowej o pseudonimie „Frasza”. Brał udział w powstaniu warszawskim, w stopniu podporucznika dowodził 2. kompanią „Szare Szeregi” batalionu „Kiliński”, był dwukrotnie ranny. Po upadku powstania trafił do niewoli niemieckiej (nr jeniecki 305234) i osadzony w Oflagu II D Gross-Born.
Po wyzwoleniu powrócił do Warszawy, a następnie 1 maja 1945 przybył do Słupska wraz z grupą 32 osób. Zameldowano go jako 16. mieszkańca – Polaka. Jako kierownik referatu przemysłu Urzędu Obwodowego Pełnomocnika Rządu zajął się organizacją przemysłu w mieście i powiecie. Pełnił obowiązki kierownika wydziału przemysłu w Starostwie Powiatowym w Starostwie Powiatowym. W latach 1948–1950 był dyrektorem Zarządu Nieruchomości Miejskich, w latach 1950–1960 starszym inspektorem w Banku Rolnym. Brał udział w uruchamianiu szkół oraz pracował w szkolnictwie zawodowym prowadząc zajęcia z geografii i planowania. Przez szereg lat pełnił funkcję sekretarza komitetu powiatowego w Stronnictwie Demokratycznym. Od września 1945 do 1984 był radnym powiatowym, wojewódzkim i miejskim w Słupsku. Za działalność zawodową i społeczną został uhonorowany wieloma odznaczeniami i wyróżnieniami, w tym tytułem Honorowego Obywatela Miasta Słupska (1995).
Zmarł w Słupsku, spoczywa z żoną Ireną (1915–2008) na cmentarzu komunalnym (Starym) (sektor 5A-4-4,5).

## Ordery i odznaczenia
- Krzyż Komandorski Orderu Odrodzenia Polski
- Złoty Krzyż Zasługi
- Krzyż Walecznych
- Warszawski Krzyż Powstańczy[7]
- Medal 10-lecia Polski Ludowej (23 marca 1955)[8]
- Odznaka 1000-lecia Państwa Polskiego

Źródło:.

## Upamiętnienie
W 1998 radni Rady Miejskiej w Słupsku przyjęli uchwałę o nadaniu imienia Franciszka Szafranka głównej ulicy na Osiedlu Westerplatte.